# フローレンス・ヨック
フローレンス・ヨック（Florence yoch、1890年-1972年）は、
20世紀初頭アメリカ合衆国カリフォルニアを代表する女性造園家・作庭家、ランドスケープアーキテクト。
彼女の作品は壮大な地所からキャンパスや公園、植物園や映画のセットまで、風景タイプも広い範囲の仕事を包含した。53年間で250以上のプロジェクトを担当した。
初の女性映画監督、ドロシー・アーズナーらとも映画セットの仕事をし、ジャック・ワーナーとデヴィッド・セルズニックなどの著名なハリウッドの人物の邸宅庭園も多くてがけ、風と共に去りぬでの「タラ」のためのセットの設計を依頼されている。このための一連の研究に北アフリカを旅した。 

## 経歴
カリフォルニア州南部の富裕階級に生まれ、ヨーロッパ旅行で培い、カリフォルニア大学バークレー校とコーネル大学を経て、イリノイ大学アーバナシャンペーン校に進学、造園の学位を取得。
1918年から仕事を始め、パートナーとして住んでいたルシール・カウンシルは1921年から事務所に見習いとなり、1964年に死去するまで一緒に働いた。
もとは気候や環境の共通点から、イタリアとスペインのムーア人のヴィラ庭園からヒントを得て、南カリフォルニアの地中海の風景につながる庭のデザインをソースにチェーンリンクしていたが、インスピレーションはイングランドの花いっぱいの庭園からフランスやアンバサダーの整形式庭園からも得ており、様々な仕事に呼ばれ、雑誌ではイングリッシュガーデンデザイナー作家ガートルード・ジーキルとも仕事しているが、彼女は彼女自身の独特のスタイルを開発していく。第二次世界大戦の時代の到来と共に庭園の仕事は大幅に減少し、大部分はパサデナの領域で、土地造成を中心により自然風景を扱うようになった。彼らのデザインは特定のスタイルを持たず、フォーマルなものや野生の植栽やアンフォーマルなジオメトリの並置と同様、演劇セットなど、また仕事の範囲もカリフォルニア全土からメキシコまで、デザイン様式も種類も、伝統的なアドベ#アドベレンガ造りの家の庭から大邸宅の家の庭まで、多種多様である。

## 作品
カリフォルニア州パサデナにあるハワードハンティントン夫人邸庭園、ショショーニフォールズ国立公園、ロサンゼルスのウィルシャーカントリークラブの住居庭園、カリフォルニア工科大学教員・職員・学生寮の庭園など多数。現存するものでもドンキホーテコート（カリフォルニア州サンタバーバラ）、ランチョロスアラミトス（カリフォルニア州ロングビーチ）イルBrolino（カリフォルニア州モンテ）など多数。映画のセットではタラの他、ロミオとジュリエットの庭園（1936年）、グッド・アース（1937年）のためのチャッツワースの丘に棚田を含む庭園などがある。1950年代と60年代にはモントレー庭園など、非対称で野性的な庭園を開発していく。 